# 仲間港
仲間港（なかまこう）は、沖縄県八重山郡竹富町、西表島東部の字南風見に所在する地方港湾。港湾管理者は沖縄県。統計法に基づく港湾調査規則では乙種港湾に分類されている。

## 概要
正式名称は「仲間港」であるが、大原集落に近接することから「大原港」（おおはらこう）の通称で呼ばれることが多く、本港と石垣港を結ぶ各社の定期航路の時刻表は全て「大原」と記載されている。西部の上原港と共に西表島と石垣島を結ぶ定期航路が開設されているが、上原航路が冬季などは海が荒れやすく船の欠航が多いのに対して、波が穏やかな石西礁湖内を運航する大原航路は天候の影響を受けにくく1年を通じて欠航が少ないため、大原航路の利用者が増加している。
現在の旅客ターミナルは2002年に供用を開始したもので「なかまりん」の愛称が付けられている。
2015年度の発着数は6,693隻（256,256総トン）、利用客数は642,988人（乗船274,065人、下船368,923人）である。

## 沿革
- 1972年（昭和47年）5月15日 - 本土復帰に伴い地方港湾に指定[11]。
- 2002年（平成14年）4月24日 - 旅客待合所「なかまりん」供用開始。また、浮桟橋2基を増設し供用開始[10]。
- 2005年（平成17年） - 7月の台風5号及び9月の台風13号による高潮で「なかまりん」が2度にわたり浸水[12]。
- 2006年（平成18年）2月17日 - 竹富町心身障害児親の会「スオウの木の会」が「なかまりん」に売店「スオウの木」を開設[13][14]。
- 2009年（平成21年）8月7日 - 台風8号による高潮のため「なかまりん」が床下浸水[15]。
- 2011年（平成23年）12月末 - 売店「スオウの木」が経営悪化のため一時営業休止[14]。その後、法人化し営業を再開した[16]）。

## 施設
- 係留施設[2]
  - 岸壁 (- 5.5 m) - 1バース、90 m（最大対象船舶 2,000純トン）
  - 物揚場 (- 3.5 m) - 145 m（最大対象船舶 200総トン）
  - 物揚場 (- 3.0 m) - 100 m（最大対象船舶 100総トン）
  - 物揚場 (- 2.0 m) - 230 m（最大対象船舶 3総トン）
  - 浮桟橋 - 3基（最大対象船舶 100総トン）
    - 全長72 m, 幅10 m（2002年3月26日竣工） - 定期旅客船用乗降施設[17]
    - 全長25 m, 幅6 m（2002年2月26日竣工） - 仲間川遊覧船用乗降施設[17]
    - 全長25 m, 幅9 m（既存）[18]

  - 船揚場 - 190 m
- 旅客待合所「なかまりん」 - 鉄筋コンクリート構造平屋建・赤瓦屋根、延床面積 920 m2[10]。

- 旅客船待合所「なかまりん」（正面口）
- 仲間川河口に存在した旧仲間港

## 航路
旅客船（高速船）
石垣港との間で、安栄観光と八重山観光フェリーがそれぞれ1日7往復程度の定期旅客航路を運航している。また、石垣港行きには竹富島や小浜島を経由する便1日1便程度ある。この他、石垣港と波照間島・波照間港を発着する便には不定期に仲間港を中継点とする便が設定される場合がある。
貨客船（カーフェリー）
2社とも貨客船を週3往復程度運航している。